# Imitations (film 1915)
Imitations è un cortometraggio muto del 1915 diretto da Henry Otto. Di genere drammatico, era interpretato da Edward Coxen, Winifred Greenwood, Edith Borella, Dwight Young, Margaret Steppling, Claire Gamble.

## Trama
Ruth e Harry sono compagni d'infanzia, sempre uniti e felici. Il loro rapporto viene incrinato dall'arrivo in campagna di Dora, una ragazzina di città che affascina con la sua intelligenza e i suoi modi Harry. Crescendo, Harry crede di essersi innamorato di Dora, ma Ruth non può dimenticare. Anche se è una ragazza di campagna, Ruth non è affatto stupida e si rende conto che la sua amica sta solo giocando con l'onesto amore di Harry. Organizza le cose in modo che Harry inizi a sospettare la verità e a vedere le cose sotto una luce meno rosea. Quando il giovane invia a Dora un anello e un mazzo di fiori, entrambi imitazioni, Dora capisce il significato di quei doni il fatto che il suo affetto per lui è una semplice imitazione. Harry e Ruth riprendono la loro storia d'amore iniziata fin dall'infanzia che ora sarà coronata dal loro matrimonio.

## Produzione
Il film fu prodotto dall'American Film Manufacturing Company.

## Distribuzione
Distribuito dalla Mutual Film, il film - un cortometraggio in una bobina - uscì nelle sale cinematografiche statunitensi il 3 febbraio 1915.